# Polskie Towarzystwo Hydrobiologiczne

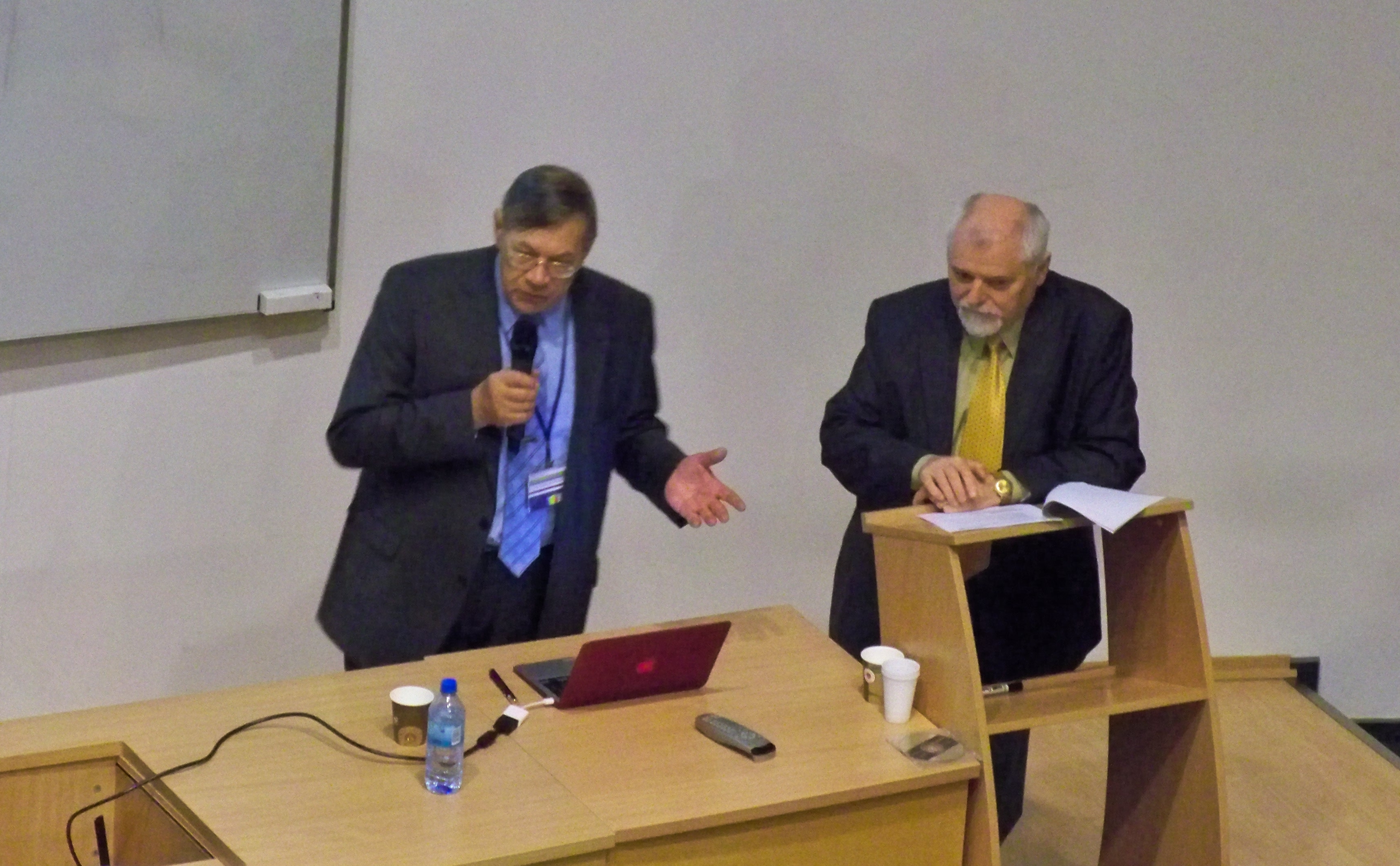
Ryszard Chróst i Marcin Pliński podczas 22 Zjazdu Hydrobiologów Polskich (19–22 września 2012)

Polskie Towarzystwo Hydrobiologiczne — stowarzyszenie naukowe grupujące hydrobiologów. Powołane w 1959 r. przez Komitet Hydrobiologiczny PAN. Jego celem jest rozwój hydrobiologii i nauk pokrewnych oraz upowszechnianie jej osiągnięć. Pierwszym prezesem był Marian Gieysztor, obecnym Iwona Jasser. Towarzystwo ma 12 oddziałów regionalnych oraz sekcje problemowe (sekcja bentosowa, zajmująca się badaniami zoobentosu, sekcja wrotkowa — badaniami wrotków, sekcja zooplanktonowa i sekcja makrofitowa). Jest członkiem zbiorowym Societas Internationalis Limnologiae. Historia towarzystwa nawiązuje do Zjazdów Limnologów Polskich. Ich kontynuacją są odbywające się co trzy lata Zjazdy Hydrobiologów Polskich.
Początkowo stowarzyszenie miało nazywać się Polskim Towarzystwem Limnologicznym. Wniosek o jego utworzenie wysunięto na Zjeździe Limnologów Polskich w 1948 roku. Miało ono m.in. wznowić po wojennej przerwie wydawanie Archiwum Hydrobiologii i Rybactwa. Po dwuletnim rozpatrywaniu podania przez władze Warszawy zostało ono odrzucone, gdyż uznały one, że stowarzyszenie nie spełnia celów pożytku publicznego. Mimo to środowisko polskich hydrobiologów (limnologów i oceanologów) nadal organizowało zjazdy, na których oficjalnie postulowano o powołanie stowarzyszenia. Uchwałę o powołaniu stowarzyszenia pod nazwą Polskie Towarzystwo Hydrobiologiczne przyjęto w Krakowie na czwartym zjeździe w 1958 roku, co ostatecznie zostało uznane oficjalnie rok później przez Komitet Hydrobiologiczny PAN, który zorganizował posiedzenie organizacyjne towarzystwa 26 maja 1959 roku. Formalne zarejestrowanie stowarzyszenia nastąpiło zaś w roku 1960. Wtedy też (30 kwietnia, mniej więcej miesiąc po rejestracji) miało miejsce pierwsze walne zgromadzenie. Towarzystwo liczyło wówczas 60 członków z różnych ośrodków naukowych i badawczych. W 2002 roku powołano Polskie Towarzystwo Limnologiczne o nieco odmiennym profilu, zajmujące się abiotycznymi aspektami limnologii.
PTH funduje nagrody dla wyróżniających się hydrobiologów — Medal im. prof. Alfreda Lityńskiego dla naukowców oraz Nagrodę im. Profesora Mariana Gieysztora dla autorów prac magisterskich. Prowadzi także działalność wydawniczą, jako współwydawca serii Fauna Słodkowodna Polski oraz pism: Wiadomości Hydrobiologiczne (do końca 2011 r. jako dodatek do Wiadomości Ekologicznych, od 2012 samodzielne pismo elektroniczne) i Biuletyn "Dno". Członkostwo w PTH ma cztery kategorie: honorowe, zwyczajne, współpracujące, wspierające. Zarząd główny składa się z prezesa i 6–8 dodatkowych członków.

## Prezesi
- Marian Gieysztor (1960–1961)
- Przemysław Olszewski (1961–1972)
- Józef Mikulski (1973–1983)
- Zdzisław Kajak (1983–1992)
- Stanisław Radwan (1992–1997)
- Andrzej Górniak (1997–2006)
- Marcin Pliński (2006–2015)
- Iwona Jasser (od 2015)